# Liste des régions des Territoires du Nord-Ouest

Les cinq régions administratives du territoire (en sens horaire à partir du nord : Inuvik, Slave Nord, Slave Sud, Dehcho, Sahtu).

Les régions des Territoires du Nord-Ouest réfèrent habituellement aux cinq régions administratives qui composent le territoire des Territoires du Nord-Ouest, telles que définies par le gouvernement des Territoires du Nord-Ouest. Elles peuvent également faire référence aux six divisions de recensement, des unités territoriales à objectif statistique définies par Statistique Canada.

## Régions administratives
Les Territoires du Nord-Ouest comprennent cinq régions administratives définies par le ministère territorial des Affaires municipales et communautaires. D'autres ministères et services publics du territoire adoptent à des fins administratives ces mêmes entités territoriales – ou à quelques changements mineurs près – faisant de celles-ci les régions du territoire de facto. La liste ci-dessous les présente en ordre alphabétique avec leur siège.
- Région d'Inuvik (Inuvik)
- Région du Sahtu (Norman Wells)
- Région du Dehcho (Fort Simpson)
- Région du Slave Nord (Behchokǫ̀ et Yellowknife)
- Région du Slave Sud (Fort Smith et Hay River)

## Divisions de recensement
Les Territoires du Nord-Ouest comprennent six divisions de recensement définies géographiquement par Statistique Canada. La liste ci-dessous les présente en ordre alphabétique avec leur principale ville.
- Région 1 (Inuvik)
- Région 2 (Norman Wells)
- Région 3 (Behchoko)
- Région 4 (Fort Simpson)
- Région 5 (Fort Smtih)
- Région 6 (Yellowknife)